# Zbigniew Reipert
Zbigniew Bogumił Reipert (ur. 25 października 1925 w Warszawie, zm. 18 marca 2006 tamże) – polski uczony, specjalista w zakresie mechaniki budowli, profesor inżynier Wydziału Inżynierii Lądowej Politechniki Warszawskiej.

## Życiorys
W 1942 ukończył dwuletnią Szkołę Handlową I stopnia, następnie uczył w gimnazjum na tajnych kompletach, ukończył je po zakończeniu wojny w 1946. W 1948 zdał maturę w Państwowym Gimnazjum i Liceum im. Stefana Batorego w Warszawie, a następnie rozpoczął studia na Wydziale Budownictwa Lądowego. W 1952 uzyskał stopień inżyniera, a w 1954 tytuł magistra inżyniera budownictwa przemysłowego. Pozostał na uczelni jako asystent w Katedrze Mechaniki Budowli na Wydziale Budownictwa Przemysłowego Politechniki Warszawskiej, równocześnie pracował w Biurach Projektowych Przemysłu Piwowarsko-Słodowego i Przemysłu Farmaceutycznego. W listopadzie 1954 został mianowany starszym asystentem, w 1962 przedstawił i obronił przygotowaną pod kierunkiem prof. Zbigniewa Kączkowskiego pracę doktorską pt. Zastosowanie pojedynczych szeregów funkcyjnych do rozwiązywania zadań ze statyki, stateczności i dynamiki płyt o nietypowych kształtach, jej recenzentami byli prof. Sylwester Kaliski i prof. Witold Nowacki. W 1964 odebrał z rąk prof. Zbigniewa Wasiutyńskiego mianowanie na adiunkta, zostało ono powtórzone w 1967. Był członkiem Polskiego Towarzystwa Mechaniki Teoretycznej i Stosowanej, od lat 60. pełnił funkcję skarbnika oraz pracował w Oddziale Warszawskim tego Towarzystwa. W styczniu 1971 habilitował się przedstawiając rozprawę Vibration of frames under moving load (Drgania ram obciążonych siłą ruchomą), za pracę otrzymał nagrodę Ministra Nauki, Szkolnictwa Wyższego i Techniki. W 1973 otrzymał nagrodę im. prof. Stefana Bryły. W 1973 objął stanowisko docenta, pracował wówczas nad nowymi wersjami metody różnic skończonych (metoda elementów podstawowych) i metody elementów skończonych. Równocześnie uczestniczył w zespołowych pracach nad konstrukcjami mostowymi, konstrukcjami szybów w kopalniach miedzi, prowadził także badania nad oddziaływaniem górotworów w kopalniach oraz w zakresie analizy pracy pierścieniowych tubingów, które drążyły tunele warszawskiego metra (wspólnie z inż. Jerzym Koehle). W 1986 został mianowany na stanowisko profesora w Politechnice Warszawskiej, w 1997 na profesora zwyczajnego. W 1998 przeszedł na emeryturę.
Pochowany na cmentarzu ewangelicko-augsburskim w Warszawie (kw. 9 grób 50).